# وینچستر (نوادا)
وینچستر، نوادا (به انگلیسی: Winchester, Nevada) یک سکونتگاه مسکونی در ایالات متحده آمریکا است که در نوادا واقع شده‌است.

## خصوصیات
وینچستر ۱۱٫۲ کیلومترمربع مساحت و ۲۷٬۹۷۸ نفر جمعیت دارد و ۵۸۵ متر بالاتر از سطح دریا واقع شده‌است.